# Shamrock Rovers FC
Shamrock Rovers FC (Iriska: Cumann Peile Ruagairí na Seamróige) är en irländsk fotbollsklubb från Dublin, bildad 1901. Namnet härrör från Shamrock Avenue i Dublinförorten Ringsend. Lagets hemmamatcher spelas på Tallaght Stadium. Klubben hör till de mest framgångsrika inom irländsk fotboll. Man har 21 ligatitlar, den senaste 2023, och 25 segrar i FAI Cup, fler än någon annan klubb. Klubben var också den första från Irland att spela i Europacupen, 1958.

## Placering senaste säsonger
| Säsong | Nivå | Liga             | Placering | Referens | Kommentar |
| ------ | ---- | ---------------- | --------- | -------- | --------- |
| 2007   | 1    | Premier Division | 5         | [ 1 ]    |           |
| 2008   | 1    | Premier Division | 7         | [ 2 ]    |           |
| 2009   | 1    | Premier Division | 2         | [ 3 ]    |           |
| 2010   | 1    | Premier Division | 1         | [ 4 ]    |           |
| 2011   | 1    | Premier Division | 1         | [ 5 ]    |           |
| 2012   | 1    | Premier Division | 4         | [ 6 ]    |           |
| 2013   | 1    | Premier Division | 5         | [ 7 ]    |           |
| 2014   | 1    | Premier Division | 4         | [ 8 ]    |           |
| 2015   | 1    | Premier Division | 3         | [ 9 ]    |           |
| 2016   | 1    | Premier Division | 4         | [ 10 ]   |           |
| 2017   | 1    | Premier Division | 3         | [ 11 ]   |           |
| 2018   | 1    | Premier Division | 3         | [ 12 ]   |           |
| 2019   | 1    | Premier Division | 2         | [ 13 ]   |           |
| 2020   | 1    | Premier Division | 1         | [ 14 ]   |           |
| 2021   | 1    | Premier Division | 1         | [ 15 ]   |           |
| 2022   | 1    | Premier Division | 1         | [ 16 ]   |           |
| 2023   | 1    | Premier Division | 1         | [ 17 ]   |           |
| 2024   | 1    | Premier Division | 2         | [ 18 ]   |           |